# An Kỳ
Đây là bài viết về một diễn viên Trung Hoa sinh năm 1932. Về ca sĩ Trung Quốc thế kỷ 21 sinh năm 1996, xem An Kỳ (ca sĩ).
An Kỳ (tiếng Trung: 安琪, 1 tháng 4 năm 1932 - 4 tháng 9 năm 2021) là một nữ diễn viên thoại kịch và điện ảnh Trung Hoa.

## Tiểu sử
An Kỳ có nguyên danh là An Tú Châu (安秀珠), sinh ngày 1 tháng 4 năm 1932 tại huyện Ỷ Lan, tỉnh Hắc Long Giang, bấy giờ thuộc Trung Hoa Dân Quốc. Năm 1945, sau khi Chiến tranh Hoa Nhật kết thúc, bà gia nhập đoàn kịch thành phố Ỷ Lan, đã diễn các vở Thiếu phóng niên (小放牛), Phóng hạ nễ đích tiên tử (放下你的鞭子). Năm 1947 lại tham gia Đoàn Văn công Đông Bắc II. Đến tháng 7 năm 1948 thì được nhận vào khóa huấn luyện điện ảnh III của xưởng phim Chế Phiến, tháng 10 cùng năm được đưa sang khoa diễn viên. Bà bắt đầu được sắm vai phụ trong các phim Bạch y chiến sĩ (白衣戰士), Triệu Nhất Mạn (趙一曼), Vệ quốc bảo gia (衛國保家), Quỷ thoại (鬼話)... Lối biểu diễn của bà chân thật và tự nhiên nên được đánh giá là một diễn viên đầy triển vọng.
Năm 1949, sau khi nước Cộng hòa Nhân dân Trung Hoa thành lập, An Kỳ trở thành một trong những diễn viên thế hệ tiên phong của Xưởng phim Bát Nhất. Vào năm 1951, bà được tuyển thẳng vào Học viện Điện ảnh Bắc Kinh, rồi được giữ lại làm giảng viên sau tốt nghiệp. Mặc dù bận rộn với việc giảng dạy nhưng bà vẫn đều đặn tham gia đóng phim. Xuất phẩm Hòe thụ trang (槐樹莊) có bà tham gia đã đoạt hai giải thưởng của tạp chí Điện ảnh Đại Chúng và Giải Bách Hoa cho phim truyện hay nhất.
Trong thời kỳ Văn Cách, cũng như số phận của nhiều nghệ sĩ trứ danh khác, An Kỳ bị buộc nghỉ việc và không được tham gia bất kỳ hoạt động nghệ thuật nào. Vào năm 1969, bà bị điều sang nhiệm sở huyện Tùng Giang thuộc Cục Cơ điện II thành phố Thượng Hải để làm bảo quản viên thương khố.
Năm 1978, sau khi phong trào Văn Cách kết thúc, An Kỳ được phục hồi công việc giảng viên Học viện Điện ảnh Bắc Kinh và trở lại đóng phim. Thời kỳ này, bà bắt đầu xuất hiện trong các bộ phim truyền hình.
Năm 2014, An Kỳ nhận giải thưởng danh dự đặc biệt Kim Phụng Hoàng của Đại hội Điện ảnh Trung Quốc XIV. 
Bà qua đời ngày 4 tháng 9 năm 2021, hưởng thọ 89 tuổi.

## Kịch
- Thiếu phóng niên (小放牛)
- Phóng hạ nễ đích tiên tử (放下你的鞭子)
- Phương Trân Châu (方珍珠)
- Lạc quan đích bi kịch (樂觀的悲劇)

## Phim
| - 1949: Bạch y chiến sĩ (白衣戰士) - 1950: Cương thiết chiến sĩ (钢铁战士) - 1950: Vệ quốc bảo gia (衛國保家) - 1950: Triệu Nhất Mạn (趙一曼) - 1951: Quỷ thoại (鬼話) - 1953: Thảo nguyên thượng đích nhân môn (草原上的人們) - 1955: Hạ thiên đích cố sự (夏天的故事) | - 1956: Xuân tiết đại liên hoan (春節大聯歡) - 1957: Tầm ái ký (尋愛記) - 1957: Soái kỳ phiêu phiêu (帥旗飄飄) - 1958: Phục vụ viên (服務員) - 1959: Hải ưng (海鷹) - 1962: Hòe thụ trang (槐樹莊) - 1964: Phân thủy linh (分水嶺) | - 1981: Lân cư (鄰居) - 1981: Xa thủy mã long (車水馬龍) - 1982: Ngã tại tha môn trung gian (我在他們中間) - 1986: Vọng tử thành long (望子成龍) - 1987: Ngã chích lưu liễu tam thứ lệ (我隻流了三次淚) |